# NGC 2359
إن جي سي 2359 (بالإنجليزية: NGC 2359) ويعرف أيضا «سديم البطة» وسديم خوذة الثور "Thor's Helmet" هو سديم إشعاعي حلقي من نوع وولف-رايت، يرى في اتحاه كوكبة الكلب الأكبر. تبلغ شدة تألق إن جي سي 2359 +11,45 قدر ظاهري وله اتساع زاوي 10′ × 5′ (دقيقة قوسية. يبعد هذا السديم عن المجموعة الشمسية بنحو 15.000 سنة ضوئية؛ أي أنه ينتمي إلى مجرتنا، مجرة درب التبانة التي يبلغ قطرها نحو 100.000 سنة ضوئية. يبلغ قطر السديم إن جي سي 2359 نحو 20 سنة ضوئية. ويبين الرصد أنه يتمدد بسرعة 26 كيلومتر في الثانية. تقدر كتلة الفقاعة بين 70 - 140 كتلة شمسية.
لا يشع إن جي سي 2359 مثل السدم الإشعاعية الأخرى ضوءا ناشئا من نجوم من نوع O (مثل سديم الجبار أو من ضوء ناشيء من أقزام بيضاء مثل السدم الكوكبية)، وإنما مصدر ضوئه آتيا من نجم وولف-رايت) HD 56925 . هذا النجم له شدة لمعان تقدر بـ 11,4 قدر ظاهري وهو يقع غربا من مركز الفقاعة؛ وتبلغ درجة حرارة سطحه نحو 50.000 ° درجة مئوية. يصدر النجم HD 56925 ضغط إشعاع شديد يصتدم عند حافته بالوسط البين نجمي. تشكل المادة المنطلقة منه خلال الفترة المنقضية شكل الفقاعة، والت هي في الواقع مقدمة الصدمة وما خرج من النجم من مواد.

## اكتشافه
اكتشف عالم الفلك «وليام هيرشل» هذ الجرم في 31 يناير 1785 .وفي عام 1887 أكتشف العالم الفلكي «غويوم بيغوردان» الجزء الشمالي الغربي من السديم، ولهذا يحمل هذا الجزء اسمه الخاص
IC 468. وهذا الجزء هو عبارة عن عقدة في السديم NGC 2359.

## نتائج التحليل الطيفي
تشير التحليلات الطيفية المرصودة أن السحابة المتخذة شكل فقاعة تتكون من خليط من مواد فقدها النجم النشيط القابع في وسط الفقاعة من قبل، فهو نجم من نوع نجم وولف-رايت ومن الوسط البين نجمي المحيط، والذي يتكثف ويتأين بسبب تفاعل تلك المواد مع ما يصدره النجم المركزي من رياح نجمية شديدة.

## صــــور

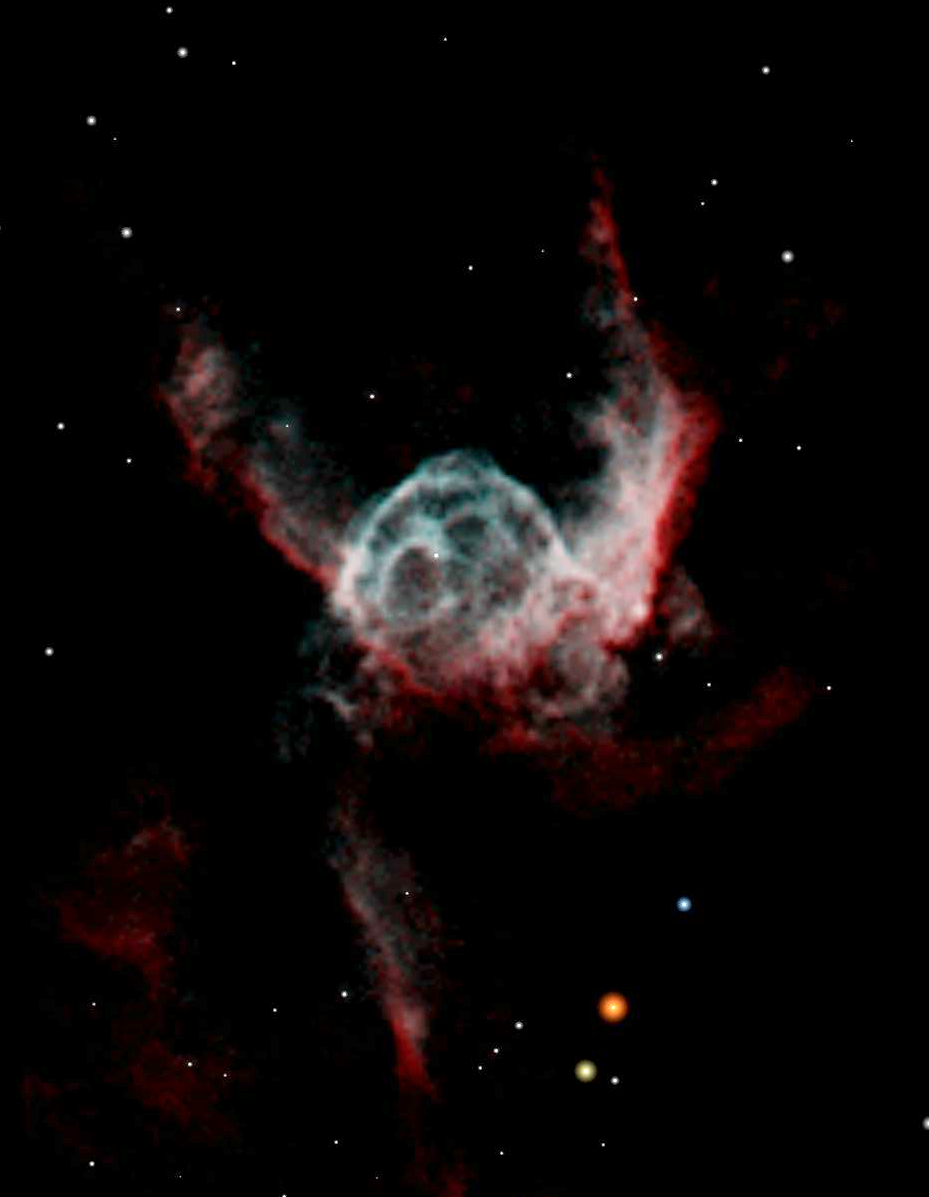
تورز هيلميت - إن جي سي 2359
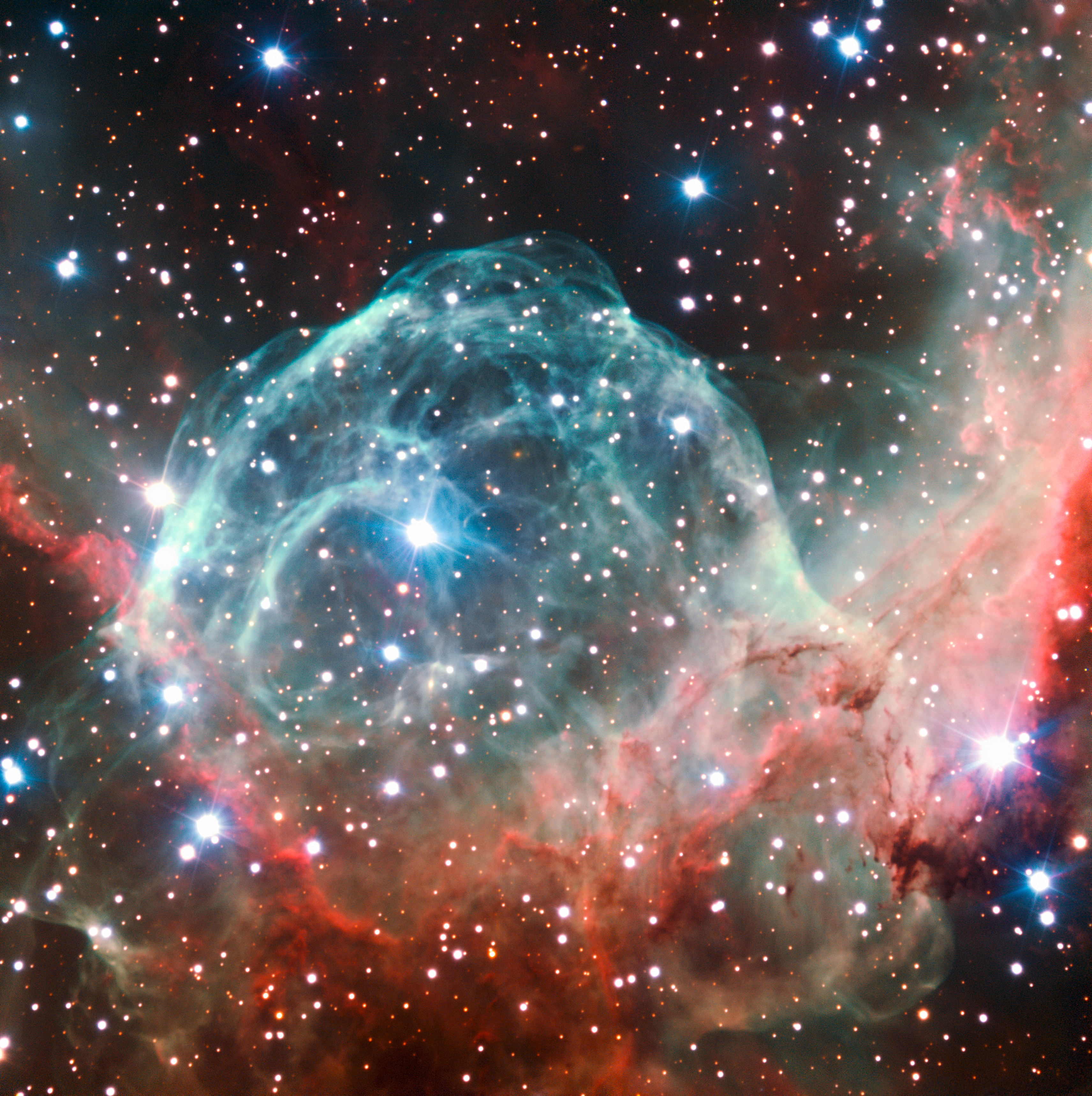
تورز هيلمين : صورة من المرصد الأوروبي الجنوبي
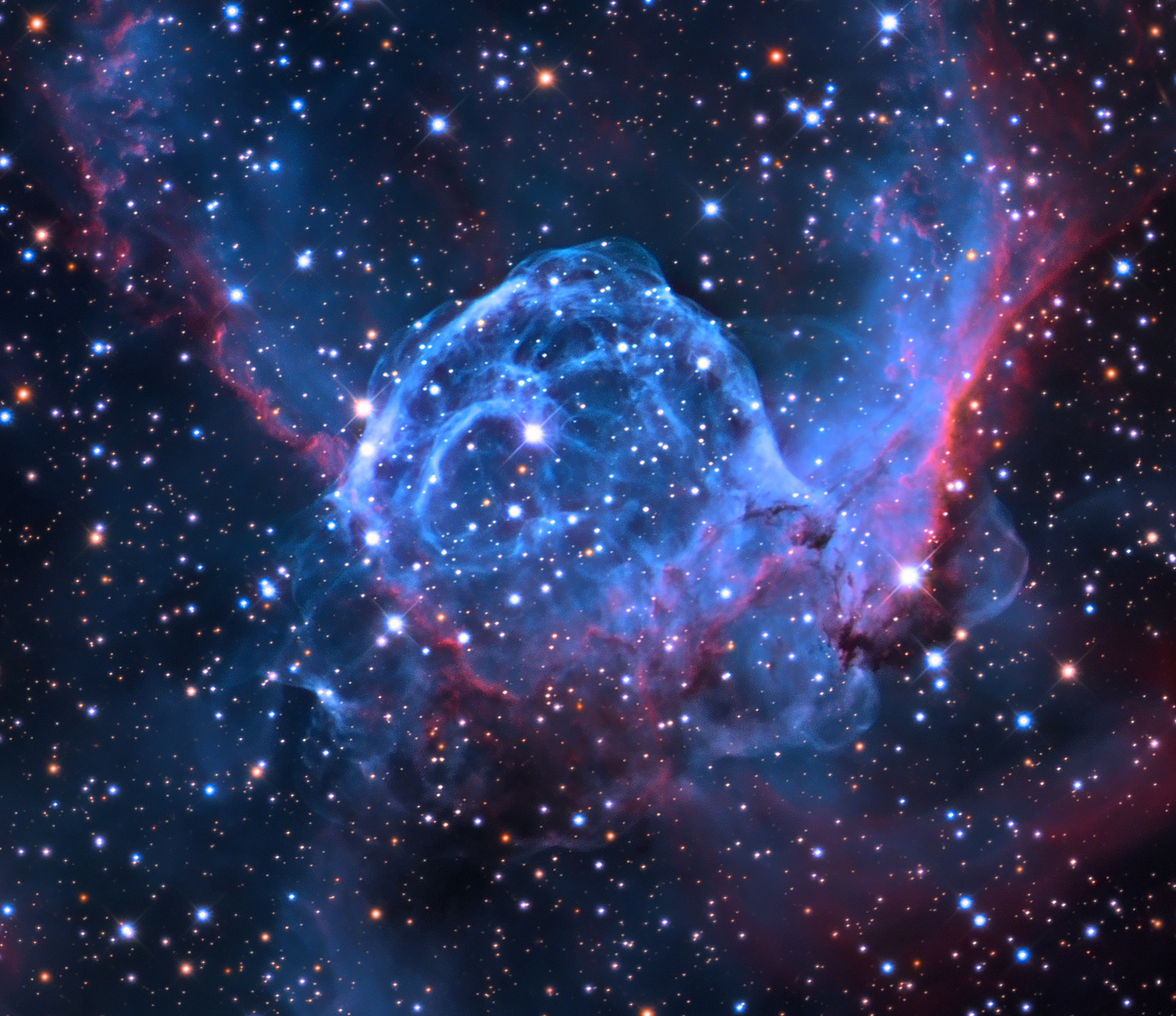
Thor's Helmet, NGC 2359 (القلب)
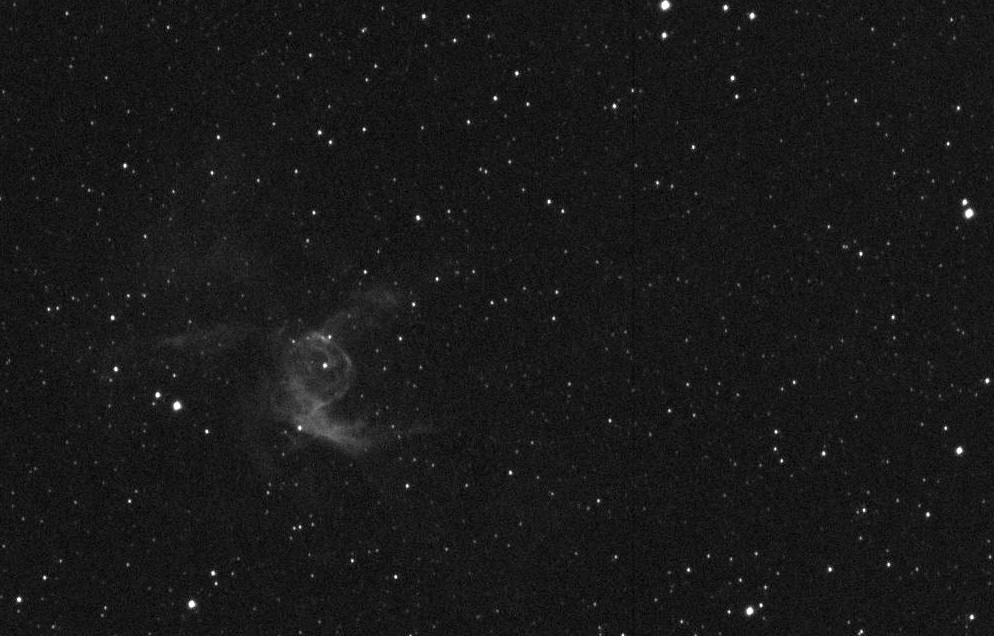
إن جي سي 2359

## اقرأ أيضا
| - المجموعة المحلية - مجرة ماجلان الكبرى - مجرة إهليجية - إن جي سي 604 - إن59إيه | - الانفجار العظيم - خط زمني للانفجار العظيم - تجمع المعين - سديم الشرنقة - إم 1-92 |  |

## وصلات خارجية
- صورة اليوم الفلكية - Search for NGC 2359
- astrosurf.com
- Kopernik image
- إن جي سي 2359 على موقع ويكي سكاي: DSS2, SDSS, GALEX, IRAS, Hydrogen α, X-Ray, Astrophoto, Sky Map, Articles and images
- Encyclopedia article
- ESO celebrates its 50th anniversary
- Thor's Helmet at Constellation Guide